# Симеоново
Вижте пояснителната страница за други значения на Симеоново.
Симеоново е квартал на София, разположен в подножието на Витоша.
Застроен е предимно с къщи и малки хотели. Намира се близо до Кабинков Лифт „Симеоново - Алеко“, Околовръстния път и има удобна връзка с центъра на града.
До 1961 година, когато е присъединено към града, Симеоново е отделно село. До 1895 година, когато е преименувано в чест на цар Симеон, то носи името Беглер чифлик („бейски чифлик“).
Близостта му до центъра на града и планината „Витоша“, отличната панорама и комуникации го правят изключително атрактивен за живеене, предпочитан за средите на бизнес-елита и хората с висок социален статус. Възникнал преди векове, с годините се превръща в скъпа вилна зона на столицата. Кв. „Симеоново“ е разположен в подножието на планината, между Драгалевци и „Бистрица“, в близост до „Околовръстния път“ на гр. София.
В землището на квартала са и вилните зони „Малинова долина“ I и II и част от в.з. „Бункера“.

## Архитектура
В квартала има изградени предимно луксозни еднофамилни къщи и вили с просторни дворове, както и кокетни семейни хотели предлагащи изключително голям набор от удобства. Местна забележителност е интересно оцветена къща с формата на огромен охлюв, която предизвиква интереса на много хора дошли на разходка в района. Тенденциите за строителство в кв. „Симеоново“ са насочени към строителство на комплекси от къщи с контролиран достъп. Цените на имотите в кв. „Симеоново“ поддържат едни от най-високите нива в столицата. Части от квартала са без канализационна система и се ползват септични ями.

## Публични услуги
Здравната служба на квартала се намира на ул. „Крайречна“ 10. В кв. Симеоново има кметство, поща, държавно училище – 64 ОУ „Цар Симеон Велики“ на ул. „Симеоновска“ 1, общинска детска градина ДГ 46 „Жива вода“ на ул. „Крайречна“ 9, Средно общообразователно училище с ранно чуждоезиково обучение „Еспа“ на ул. „Каменица“ 3, Частна детска градина Мечо Пух на ул. „Шумако“ 20.

## Транспорт
Транспортни връзки, които обслужват квартала:
- Автобуси (А) – № 67, 68 (само в делник) 98;[1]

## Улици и произход на имената им
| Път                             | Наречен на                                                                                | Местоположение |
| ------------------------------- | ----------------------------------------------------------------------------------------- | -------------- |
| „11“                            | –                                                                                         | Карта          |
| „18“                            | –                                                                                         | Карта          |
| „19“                            | –                                                                                         | Карта          |
| „2“                             | –                                                                                         | Карта          |
| „20“                            | –                                                                                         | Карта          |
| „203“                           | –                                                                                         | Карта          |
| „21“                            | –                                                                                         | Карта          |
| „45“                            | –                                                                                         | Карта          |
| „50-та“                         | –                                                                                         | Карта          |
| „53“                            | –                                                                                         | Карта          |
| „58“                            | –                                                                                         | Карта          |
| „62-ра“                         | –                                                                                         | Карта          |
| „63-та“                         | –                                                                                         | Карта          |
| „64-та“                         | –                                                                                         | Карта          |
| „65“                            | –                                                                                         | Карта          |
| „66-та“                         | –                                                                                         | Карта          |
| „67-ма“                         | –                                                                                         | Карта          |
| „68-ма“                         | –                                                                                         | Карта          |
| „69-та“                         | –                                                                                         | Карта          |
| „70-та“                         | –                                                                                         | Карта          |
| „71-ва“                         | –                                                                                         | Карта          |
| „73-та“                         | –                                                                                         | Карта          |
| „77-ма“                         | –                                                                                         | Карта          |
| „78-ма“                         | –                                                                                         | Карта          |
| „79-та“                         | –                                                                                         | Карта          |
| „8“                             | –                                                                                         | Карта          |
| „80-та“                         | –                                                                                         | Карта          |
| „81-ва“                         | –                                                                                         | Карта          |
| „82“                            | –                                                                                         | Карта          |
| „83-та“                         | –                                                                                         | Карта          |
| „84-та“                         | –                                                                                         | Карта          |
| „85-та“                         | –                                                                                         | Карта          |
| „86-та“                         | –                                                                                         | Карта          |
| „87-м“                          | –                                                                                         | Карта          |
| „88-ма“                         | –                                                                                         | Карта          |
| „Акад. Димитър Ангелов“         | Димитър Ангелов (1917 – 1996), историк                                                    | Карта          |
| „Акад. Спиридон Казанджиев“     | Спиридон Казанджиев (1882 – 1951), психолог                                               | Карта          |
| „Александър Малинов“            | Александър Малинов (1867 – 1938), политик                                                 | Карта          |
| „Александър Муратов“            | ?                                                                                         | Карта          |
| „Андрей и Константин Петкович“  | Андрей Петкович (1837 – 1897), общественик Константин Петкович (1824 – 1898), общественик | Карта          |
| „Арх. Алекси Начев“             | Алекси Начев (1863 – 1908), архитект                                                      | Карта          |
| „Арх. Антон Торньов“            | Антон Торньов (1868 – 1942), архитект                                                     | Карта          |
| „Арх. Георги Духтев“            | Георги Духтев (1885 – 1955), ландшафтен архитект                                          | Карта          |
| „Арх. Георги Фингов“            | Георги Фингов (1874 – 1944), архитект                                                     | Карта          |
| „Арх. Иван Данчов“              | Иван Данчов (1893 – 1972), архитект                                                       | Карта          |
| „Арх. Наум Торбов“              | Наум Торбов (1880 – 1952), архитект                                                       | Карта          |
| „Арх. Никола Лазаров“           | Никола Лазаров (1870 – 1942), архитект                                                    | Карта          |
| „Арх. Никола Нешов“             | Никола Нешов (1869 – 1928), архитект                                                      | Карта          |
| „Арх. Никола Юруков“            | Никола Юруков (1877 – 1923), архитект                                                     | Карта          |
| „Арх. Пенчо Койчев“             | Пенчо Койчев (1876 – 1957), архитект                                                      | Карта          |
| „Арх. Станчо Белковски“         | Станчо Белковски (1891 – 1962), архитект                                                  | Карта          |
| „Архитекти Васильов и Цолов“    | Димитър Цолов (1896 – 1970), архитект Иван Васильов (1893 – 1979), архитект               | Карта          |
| „Балеви ливади“                 | ?                                                                                         | Карта          |
| „Бистришко шосе“                | Бистрица, село в Софийско                                                                 | Карта          |
| „Божур“                         | Божур (Paeonia), род растения                                                             | Карта          |
| „Бор“                           | Бор (Pinus), род растения                                                                 | Карта          |
| „Боримечка“                     | Иван Боримечката, литературен герой на Иван Вазов                                         | Карта          |
| „Боровец“                       | „Боровец“, курорт в Самоковско                                                            | Карта          |
| „Босилек“                       | Босилек (Ocimum), род растения                                                            | Карта          |
| „Боян Ничев“                    | Боян Ничев (1930 – 1997), литературен историк                                             | Карта          |
| „Бяла река“                     | ?                                                                                         | Карта          |
| „Бяла черква“                   | ?                                                                                         | Карта          |
| „Ватопедска грамота“            | Ватопедска грамота (XIII век), дарствена грамота                                          | Карта          |
| „Венец“                         | Венец, декоративен предмет                                                                | Карта          |
| „Витошки езера“                 | ?                                                                                         | Карта          |
| „Витошки камбани“               | Мемориал „Знаме на мира“, паметник в района                                               | Карта          |
| „Витошко лале“                  | Планински божур (Trollius europaeus), вид растения                                        | Карта          |
| „Георги Пешаков“                | Георги Пешаков (1785 – 1854), писател                                                     | Карта          |
| „Голяма Брезовица“              | ?                                                                                         | Карта          |
| „Горска ела“                    | Ела (Abies), род растения                                                                 | Карта          |
| „Д-р Емил Илиев“                | ?                                                                                         | Карта          |
| „Двата бука“                    | ?                                                                                         | Карта          |
| „Донка Ушлинова“                | Донка Ушлинова (1885 – 1937), революционерка                                              | Карта          |
| „Дядо Йоцо“                     | „Дядо Йоцо гледа“ (1901), разказ на Иван Вазов                                            | Карта          |
| „Еминица“                       | ?                                                                                         | Карта          |
| „Жасмин“                        | Жасмин (Jasminum), род растения                                                           | Карта          |
| „Здравец“                       | Здравец (Geranium), род растения                                                          | Карта          |
| „Зелен бор“                     | Бор (Pinus), род растения                                                                 | Карта          |
| „Зелена круша“                  | Круша (Pyrus), род растения                                                               | Карта          |
| „Златен век“                    | Златен век, исторически период                                                            | Карта          |
| „Игликина поляна“               | „Игликина поляна“, местност на Витоша                                                     | Карта          |
| „Извор“                         | ?                                                                                         | Карта          |
| „Йеромонах Гаврил Лесновски“    | Гавриил Лесновски (XI век), духовник                                                      | Карта          |
| „Йосиф Бдински“                 | Йоасаф Бдински (XIV век), духовник                                                        | Карта          |
| „Каменица“                      | ?                                                                                         | Карта          |
| „Киселица“                      | Киселица (Malus sylvestris), вид растения                                                 | Карта          |
| „Китка“                         | Букет, декоративен предмет                                                                | Карта          |
| „Клен“                          | Явор (Acer), род растения                                                                 | Карта          |
| „Крайречна“                     | Старата река, река в района                                                               | Карта          |
| „Куила“                         | ?                                                                                         | Карта          |
| „Малина“                        | Малина (Rubus idaeus), вид растения                                                       | Карта          |
| „Малка Брезовица“               | ?                                                                                         | Карта          |
| „Матей Граматик“                | Матей Граматик (XVI век), писател                                                         | Карта          |
| „Мила Палова“                   | ?                                                                                         | Карта          |
| „Митрополит Партений Зографски“ | Партений Зографски (1818 – 1876), духовник                                                | Карта          |
| „Мишова орница“                 | ?                                                                                         | Карта          |
| „Момин кладенец“                | ?                                                                                         | Карта          |
| „Момина сълза“                  | Момина сълза (Convallaria majalis), вид растения                                          | Карта          |
| „Неофит Хилендарски“            | Неофит Бозвели (1785 – 1848), просветен деец                                              | Карта          |
| „Никола Пиколо“                 | Никола Пиколо (1792 – 1865), писател                                                      | Карта          |
| „Нова земя“                     | „Нова земя“ (1896), роман на Иван Вазов                                                   | Карта          |
| „Околовръстен път“              | –                                                                                         | Карта          |
| „Отечество любезно“             | „Отечество любезно, как хубаво си ти!“ (1882), стихотворение на Иван Вазов                | Карта          |
| „Павел Матев“                   | Павел Матев (1924 – 2006), писател                                                        | Карта          |
| „Падината“                      | ?                                                                                         | Карта          |
| „Панорама“                      | Панорама, широк изглед                                                                    | Карта          |
| „Петър Иванов Кьосеиванов“      | Петър Кьосеиванов (1897 – 1971), политик                                                  | Карта          |
| „Погледец“                      | ?                                                                                         | Карта          |
| „Поп Пейо“                      | Поп Пейо (XV – XVI век), писател                                                          | Карта          |
| „Приятели“                      | ?                                                                                         | Карта          |
| „Проф. Александър Милев“        | Александър Милев (1904 – 1980), езиковед                                                  | Карта          |
| „Проф. Димитър Пасков“          | Димитър Пасков (1914 – 1986), фармаколог                                                  | Карта          |
| „Проф. Теодор Горанов“          | Теодор Горанов (1890 – 1962), архитект                                                    | Карта          |
| „Проф. Юрдан Данчов“            | Юрдан Данчов (1871 – 1956), инженер                                                       | Карта          |
| „Рачо Петков Казанджията“       | Рачо Казанджията (1800 – 1848), общественик                                               | Карта          |
| „Роза“                          | Роза, група растения                                                                      | Карта          |
| „Св. Мария Магдалина“           | Мария Магдалина (I век), християнска светица                                              | Карта          |
| „Симеон Пиронков“               | Симеон Пиронков (1927 – 2000), композитор                                                 | Карта          |
| „Симеоновска“                   | „Симеоново“, квартал на София                                                             | Карта          |
| „Симеоновско шосе“              | „Симеоново“, квартал на София                                                             | Карта          |
| „Синьо лято“                    | „Синьо лято“ (1981 – 1982), испански сериал                                               | Карта          |
| „Скакавец“                      | Скакавец, връх на Рила                                                                    | Карта          |
| „Славка Славова“                | Славка Славова (1924 – 2002), актриса                                                     | Карта          |
| „Стефан Икономов“               | Стефан Икономов (1937 – 1994), композитор                                                 | Карта          |
| „Студено кладенче“              | ?                                                                                         | Карта          |
| „Теменуга“                      | Теменуга (Viola), род растения                                                            | Карта          |
| „Тодор Пеев“                    | Тодор Пеев (1842 – 1904), общественик                                                     | Карта          |
| „Хотнишки водопад“              | Хотнишки водопад, водопад във Великотърновско                                             | Карта          |
| „Цар Иван Владислав“            | Иван Владислав (? – 1018), цар на България                                                | Карта          |
| „Чемшир“                        | Чемшир (Buxus), род растения                                                              | Карта          |
| „Чифлишка“                      | ?                                                                                         | Карта          |
| „Чичовци“                       | „Чичовци“ (1885), повест на Иван Вазов                                                    | Карта          |
| „Шумако“                        | ?                                                                                         | Карта          |
| „Ягода“                         | Ягода (Fragaria), род растения                                                            | Карта          |

## Личности
Родени в Симеоново
- Дешо Андонов, македоно-одрински опълченец, 50-годишен, четата на Никола Герасимов[2]

## Други
На Симеоново са наречени булевард „Симеоновско шосе“ (Карта) и улица „Симеоново“ (Карта) в София.